# Pleuronitis fulgidus
Pleuronitis fulgidus là một loài bọ cánh cứng trong họ Bọ hung (Scarabaeidae).